# Друг семьи
Друг семьи (итал. L'amico di famiglia) — итальянский фильм 2006 года режиссёра Паоло Соррентино. Фильм был включен в список участников Каннского кинофестиваля в 2006 году.

## Сюжет
Джеремия, стареющий портной / ростовщик, отвратительный, подлый, скупой человек, который живёт в ветхом доме с надменной матерью, прикованной к постели. Он одержим деньгами и использует их, чтобы вмешиваться в дела людей, притворяясь «другом семьи». Однажды мужчина просит Джеремию одолжить денег на свадьбу своей дочери Розальбы.

## В ролях
- Джакомо Риццо — Джеремия Де Джеремеи
- Лаура Кьятти — Розальба Де Лука
- Луиджи Анджелилло — Саверио (в роли Гиги Анджелилло)
- Марко Джаллини — Аттанасио
- Барбара Вальморен — бабушка
- Луиза Де Сантис — Сильвия
- Клара Бинди — мать Джеремии
- Роберта Фиорентини — жена Саверио
- Элия Скильтон — Tезауро
- Лоренцо Джоиелли — Монтанаро
- Эмилио Де Марки — шеф-повар
- Джорджо Коланджели — Масса
- Фабио Гросси — шурин Саверио
- Лючия Раньи — кассир
- Фабрицио Бентивольо — Джино